# Tom MacArthur
Thomas Charles MacArthur est un homme politique américain né le 16 octobre 1960 à Hebron (Connecticut). Membre du Parti républicain, il est élu du New Jersey à la Chambre des représentants des États-Unis de 2015 à 2019.

## Biographie
Tom MacArthur grandit à Hebron dans le Connecticut. Après des études à l'université Hofstra, dont il sort diplômé en 1982, MacArthur devient cadre dans l'assurance. Il fonde sa propre compagnie d'assurance (York Risk Services Group Inc.) en 1999 et devient millionnaire.
Il est élu au conseil municipal de Randolph en 2011. Il devient adjoint au maire (deputy mayor) l'année suivante et est élu maire de la ville en 2013.
Lors des élections de 2014, il se présente à la Chambre des représentants des États-Unis dans le 3e district du New Jersey, qui s'étend en partie sur les comtés de Burlington et d'Ocean. La circonscription se trouve à une centaine de kilomètres de sa ville Randolph. Durant la primaire républicaine, il affronte Steve Lonegan, un candidat conservateur également parachuté dans le district. Il reçoit le soutien du représentant sortant Jon Runyan et de l'establishment du parti. Il remporte la primaire avec environ 60 % des suffrages. MacArthur dépense plusieurs millions de sa fortune personnelle dans l'élection,. Dans un district qui a pourtant voté pour Barack Obama en 2008 et 2012, MacArthur rassemble 54 % des voix face à la démocrate Aimee Belgard à 44,4 %.
Durant son premier mandat, MacArthur est l'un des républicains les plus modérés du Congrès. À la veille des élections de 2016, il est considéré comme le favori pour remporter un second mandat, face un mauvais candidat démocrate. Il est réélu avec près de 60 % des suffrages, alors que Donald Trump remporte également son district.
Au printemps 2017, il propose un amendement au projet de loi républicain réformant le Patient Protection and Affordable Care Act. L'amendement MacArthur permet aux États de déroger à plusieurs obligations de l'Obamacare, dont l'interdiction faite aux assureurs de modifier leurs tarifs en fonction des conditions médicales apparues avant que la personne ne soit assurée. L'amendement reçoit le soutien du Freedom Caucus jusqu'alors opposé au texte et permet l'adoption de la réforme par la Chambre des représentants,,. MacArthur est alors critiqué par une partie des centristes du Parti républicain, qui lui reprochent notamment de ne pas les avoir associés à sa négociation avec l'aile droite du parti. Il démissionne de la co-présidence du Tuesday Group, qui regroupe les républicains modérés, le mois suivant. Durant la suite du mandat, il est le seul élu du New Jersey (toutes couleurs politiques confondues) à voter pour la réforme fiscale républicaine : celle-ci est critiquée pour limiter la déduction des taxes locales, importantes dans l'État. Si MacArthur négocie pour augmenter le plafond, ces déductions n'étaient auparavant pas plafonnées.
Le 6 novembre 2018, MacArthur affronte le démocrate Andy Kim, qui le critique notamment pour son vote sur la réforme de santé. Au lendemain de l'élection, Kim revendique sa victoire. Le 14 novembre, MacArthur reconnaît finalement sa défaite,. Il rassemble moins de 49 % des suffrages contre près de 50 % pour son adversaire démocrate. Sa défaite s'inscrit dans un contexte de vague démocrate dans le New Jersey, dont la délégation à la Chambre passe de cinq républicains et sept démocrates à un seul républicain pour onze démocrates.